# Бастыхи
Бастыхи — река в России, протекает по территории Итум-Калинского района Чеченской Республики. Длина реки составляет 16 км. Площадь водосборного бассейна — 33,3 км².
Начинаеттся к югу от горы Дахкинты. Течёт в юго-восточном направлении в ущелье Омчу между хребтами Бастылам (по левую руку) и Кюрелам (по правую). Устье реки находится в 113 км по левому берегу реки Аргун у подножия горы Бастылам.

## Данные водного реестра
По данным государственного водного реестра России относится к Западно-Каспийскому бассейновому округу, водохозяйственный участок реки — Сунжа от города Грозный до впадения реки Аргун. Речной бассейн реки — Реки бассейна Каспийского моря междуречья Терека и Волги.
Код объекта в государственном водном реестре — 07020001212108200005863.